# أبيل بواديس
أبيل بواديس (11 يوليو 1977 في إسبانيا - ) (بالإسبانية: Abel Buades Vendrell)‏ هو لاعب كرة قدم إسباني في مركز الوسط. لعب مع خيمناستيك طركونة وراسينغ فيرول ونادي أليكانتي ونادي باراكالدو ونادي ديبورتيفو طليطلة ونادي قادش ونادي كاستييون ونادي الزيرا ‏ ونادي كالاهورا ونادي غانديا ‏ وArroyo CP ‏ ونادي أوندا وUD Almansa ‏.

## وصلات خارجية
- أبيل بواديس على موقع قاعدة بيانات كرة القدم.إي يو (الإنجليزية)
- أبيل بواديس على موقع Soccerway.com (الإنجليزية)
- أبيل بواديس على موقع AS.com (الإسبانية)